# Marks (Missisipi)
Marks – miasto w Stanach Zjednoczonych, w stanie Missisipi, w hrabstwie Quitman.